# Polotnjanyj Zavod
Polotnjanyj Zavod (in russo Полотняный Завод?) è un insediamento di tipo urbano della Russia europea situato nel distretto Dzeržinskij dell'oblast' di Kaluga.
Si trova sul fiume Suchodrev (bacino della Oka), 32 km a nord-ovest di Kaluga.